# Jonathan Trumbull, Jr.
Jonathan Trumbull, Jr. (Lebanon, 1740. március 26. – Lebanon, 1809. augusztus 7.) az Amerikai Egyesült Államok szenátora (Connecticut, 1795–1796).